# Terpna eucryphes
Terpna eucryphes är en fjärilsart som beskrevs av Reginald James West 1930.
Terpna eucryphes ingår i släktet Terpna och familjen mätare. Inga underarter finns listade i Catalogue of Life.